# Banksia ser. Prostratae
Banksia ser. Prostratae  es una serie taxonómica en el género Banksia. Consta de seis especies estrechamente relacionadas en la sección Banksia, todas endémicas de Australia Occidental, con un hábito postrado.
Banksia ser. Prostratae consta de las siguientes especies:
- Banksia goodii
- Banksia gardneri
- Banksia chamaephyton
- Banksia blechnifolia
- Banksia repens
- Banksia petiolaris